# Études de médecine
 (avril 2012).
Si vous disposez d'ouvrages ou d'articles de référence ou si vous connaissez des sites web de qualité traitant du thème abordé ici, merci de compléter l'article en donnant les références utiles à sa vérifiabilité et en les liant à la section « Notes et références ».

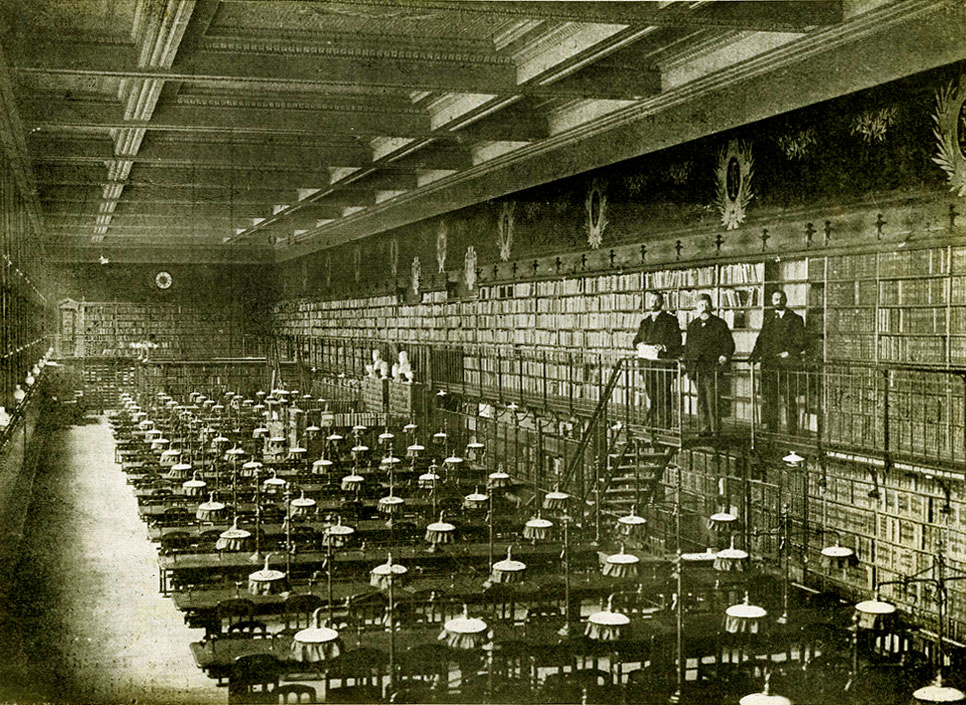
Les bibliothèques universitaires (ici celle de Paris) ont joué un rôle important pour la formation des médecins.

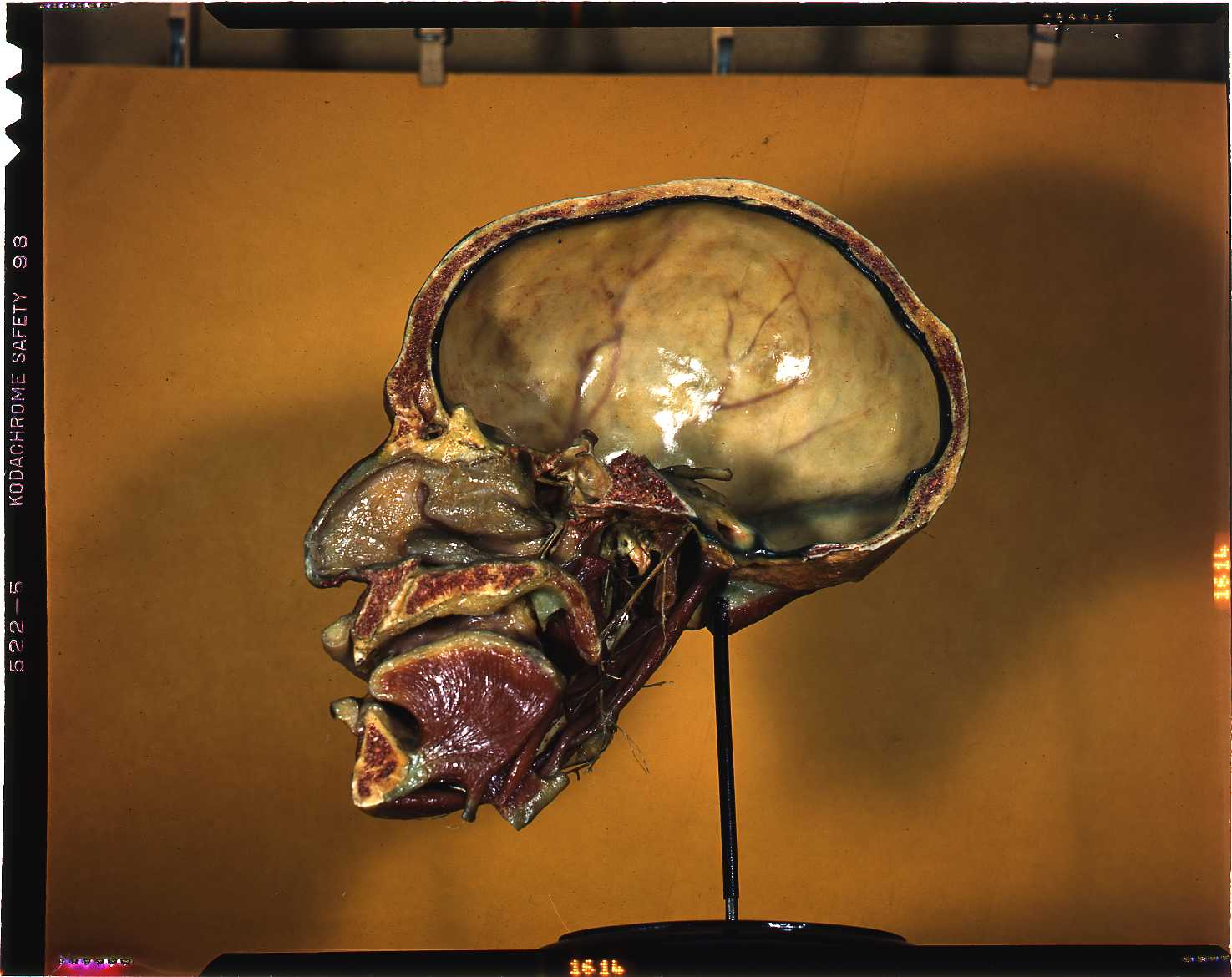
Modèle de cire présentant une tête humaine vue en coupe, autrefois utilisée pour la formation médicale (Source : Archives médicales militaires des États-Unis ; ref:MIS 218756-2).

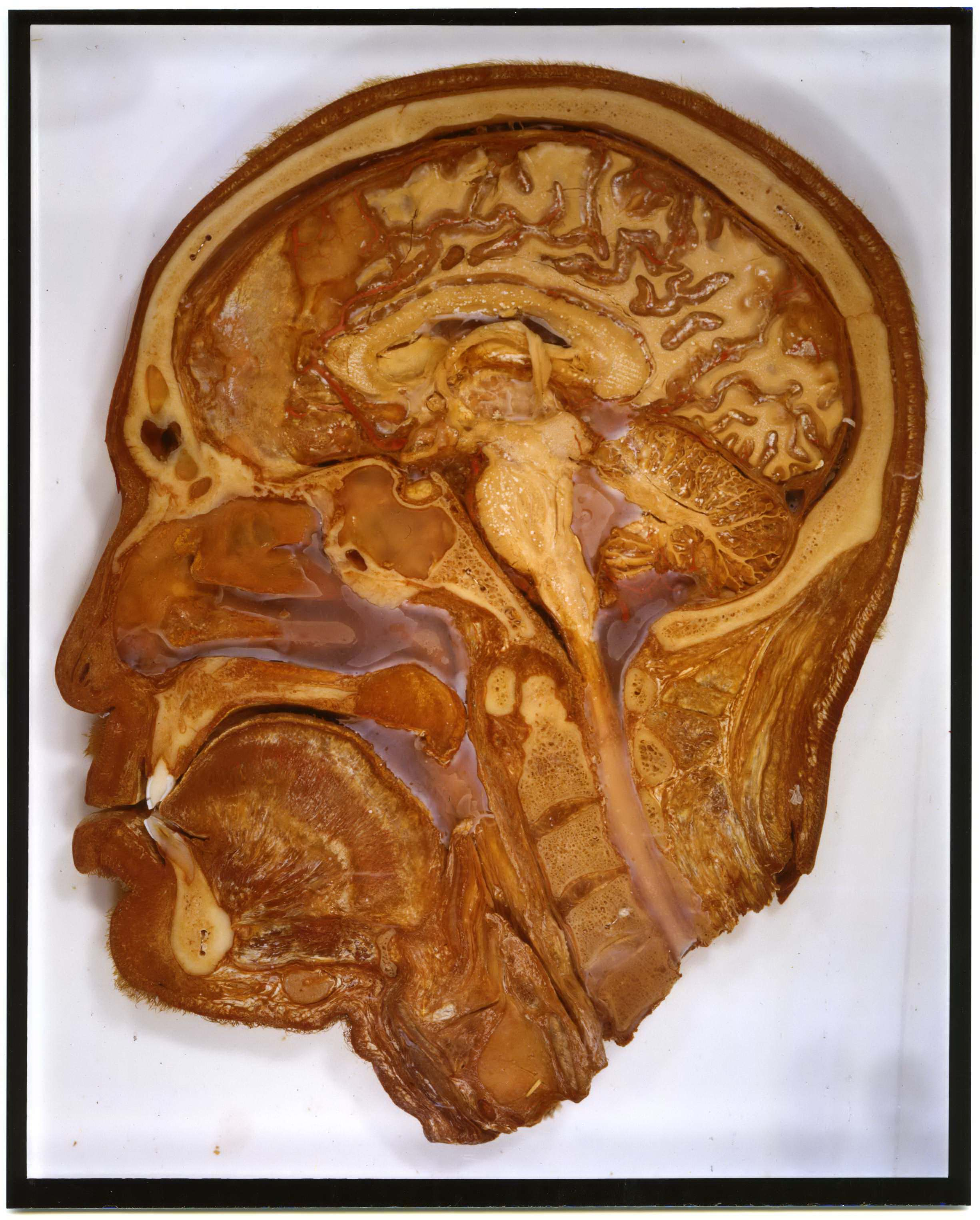
Autre exemple de section anatomique sagittale d'une tête humaine préparée (coloration, conservation) pour utilisation pédagogique.

Les études de médecine permettent d'acquérir les connaissances scientifiques et les compétences cliniques nécessaires afin d'exercer la profession de médecin.

## Algérie
Les étudiants en médecine en Algérie doivent en général suivre une formation de sept ans pour un médecin généraliste, composée de trois ans d'études précliniques, trois ans d'études cliniques et une année internat. Ils pourront ensuite se présenter pour le concours national de résidanat pour les études de spécialisation.
L'admission en faculté de médecine se fait par sélection des étudiants au niveau baccalauréat. Une mention Très Bien (plus de 16/20) au baccalauréat est généralement nécessaire pour accéder aux études de médecine. Mais la sélection peut être plus ou moins rude, cela varie d'une année à l'autre. Les études de médecine en Algérie sont réservées exclusivement aux titulaires du baccalauréat de série « Sciences expérimentales », mais les branches: « Mathématiques » et « Techniques mathématiques » sont désavantagées.
Après la réussite au concours national de résidanat, les étudiants admis seront classés selon la moyenne obtenue par ordre de mérite, puis répartis sur les différents postes disponibles pour poursuivre des études de quatre à cinq ans (par exemple, cinq ans pour la médecine interne et pour la chirurgie cardiaque…), pour ensuite passer le DEMS, diplôme d'étude médicale spécialisée.
Enfin, ils pourront pratiquer dans un hôpital de l'État. Ils ne pourront pratiquer en privé qu'après avoir pratiqué deux ans ou plus dans un hôpital de l'État.
N.B. : aucune mention n'est exigée pour accéder à des études de médecine. La sélection se fait par l'offre et la demande (les minima) : plus une filière est demandée, plus sa minima va monter (moyenne obtenue au bac).

## Belgique
En Belgique, depuis 1997 le nombre de numéros Institut national d'assurance maladie invalidité (INAMI) attribué à chaque nouveau médecin est contingenté au niveau fédéral par des quotas d’accès à la profession de médecin (« numérus clausus »). Les associations professionnelles justifient cette limitation par :
- le risque qu'une abondance de médecins ne provoque une explosion des dépenses en soins de santé ;
- l'assurance d'une protection professionnelle : chaque médecin doit avoir des revenus suffisants ;
- la qualité des soins : le médecin sous-occupé serait moins compétent ;
- le coût de la formation professionnelle.

Chaque année, une commission de planification évalue le besoin en médecins et en dentistes dans le pays. Il existe une répartition entre Flandre (60 %) et Fédération Wallonie-Bruxelles (40 %) du nombre de numéros. Cette répartition est vivement critiquée et contraire à l'avis de le commission de planification qui préconisait une répartition 56,5 — 43,5.
L'enseignement supérieur étant une compétence communautaire, l'organisation des études de médecine n'est pas uniforme au sein du pays. La régulation de l'accès à la profession médicale est un point de tension communautaire.
En Flandre, un examen d'entrée limite l'accès aux études de médecine et dentisterie depuis l'année académique 1997-1998. Il s'agit bien d'un examen (contrôle de niveau) et non d'un concours. L'argument principal avancé pour la création de cet examen était d'améliorer le niveau de base des étudiants de façon à supprimer la remise à niveau en sciences et consacrer davantage de temps à la formation humaine et sociétale des futurs médecins. Cette épreuve qui se tient deux fois par an à Brussels Expo a un taux de réussite de l'ordre de 12 %. Le nombre de candidats est passé de 1 244 en 1997 à 4 900 rien que pour la première session de 2015. Ce système n'empêche donc pas l'existence d'étudiants surnuméraires. Par exemple, ils étaient 512 en 2017. Le seul « robinet » dont dispose la Flandre est donc d'adapter la difficulté de l'examen au nombre d'inscrits.[réf. nécessaire]
Dès juillet 2018, il existe deux examens d'entrée distincts en médecine et en dentisterie.
En Fédération Wallonie-Bruxelles, plusieurs systèmes de sélection ont existé : En 1997, un classement au terme du 1er cycle des études médicales ou dentaires (actuel 3e bachelier). Cette limitation est supprimée par le décret du 19 février 2003 qui établit une sélection au terme des études médicales en classant les diplômés sur base des résultats académiques obtenus au cours du second cycle des études médicales, des résultats des cours en rapport avec la spécialité et d'une évaluation de la capacité et de la motivation des candidats par une interview. Avec le processus de Bologne, un nouveau décret du 21 juin 2005 modifie de nouveau les modalités avec une sélection au terme de la 1re année (appliqué dès 2006). À la suite de nombreuses manifestations de syndicats étudiants, le décret (dit « Décret Simonet ») est gelé en 2008, permettant à une centaine d'étudiants recalés malgré des critères de réussite académique satisfaisants de poursuivre leurs études de médecine. Afin d'éviter de bloquer les jeunes diplômés, les universités sont donc contraintes d'appliquer un « lissage » (distribuer des attestations en empiétant sur les années suivantes).
En juillet 2011, malgré l'importante pression du gouvernement fédéral et des recteurs des universités, le ministre de l'enseignement supérieur Jean-Claude Marcourt n'instaure pas d'examen d'entrée ni d'année préparatoire mais projette un système d'aide à la réussite basé sur des guidances et sur un accompagnement de l'étudiant tout au long de l'année. Cependant, Marcourt effectue un revirement en décembre 2011 : la session de janvier devient en effet décisive et est même qualifiée de possible examen d'entrée déguisé par la Libre Belgique. Si l'étudiant a une moyenne de moins de 8/20 pour sa session de janvier, il peut être obligé par le jury d'étaler sa première année en deux ans. Quant aux étudiants avec un échec variant entre 8/20 et 10/20 de moyenne, ils doivent choisir entre étalement de l'année, réorientation ou cours supplémentaires de remise à niveau, sur base d'une proposition du jury.[réf. nécessaire]
Devant la menace par la ministre fédéral des Affaires sociales et de la Santé publique, Maggie De Block, de ne pas recevoir l’attestation INAMI qui permet d’exercer dans le système de soins de santé, le ministre Marcourt est contraint d'accepter la mise en place d'une sélection. Un concours au terme de la première année est organisé en 2016-2017 avec un quota de 605 étudiants autorisés à passer en 2e bachelier. Ce concours est finalement invalidé par le Conseil d'État le 26 juillet 2017 à la suite d'un recours intenté par une dizaine d'étudiants de l'université de Namur qui avaient réussi leur année mais raté le concours de sélection (« reçus-collés »). Le concours est suspendu au motif que le contingentement fédéral de médecins (« numérus clausus ») auquel il entend répondre est basé sur des données non précises. Le cabinet De Block, chargé du contingentement fédéral, ne s'estimait toutefois pas visé par le Conseil d'État. Le ministre Jean-Claude Marcourt cède finalement et met en place un examen d'entrée en première année de médecine, en 2017. Cet examen est organisé chaque année par l’Académie de Recherche et d’Enseignement Supérieur (ARES) en juillet et septembre. Un recours est intenté en octobre 2017 par 68 étudiants en médecine et dentisterie « reçus-collés » (qui ont réussi au moins 45 crédits en 2016-2017 mais qui ont échoué au concours de juin 2017 et à l'examen d'entrée de septembre 2017), mais est rejeté par le conseil d'État. En juin 2018, le Conseil d'État rejette de nouveau d'autres recours en suspension intentés par des étudiants de médecine ayant acquis entre 30 et 44 crédits au terme de l'année académique 2016-2017 et ayant échoué à l'examen d'entrée en septembre 2017. Ces étudiants cherchaient à suspendre un des articles du décret de 2017 instaurant cette épreuve de sélection, ce qui leur aurait alors permis d'être assimilés aux étudiants qui ont bénéficié d'une convention d'étalement de leur première année (« système d'aide à la réussite » instauré par Jean-Claude Marcourt en 2011), ces derniers ayant été dispensés de l'épreuve sélective.
Depuis 2023, le format de l'évaluation permettant l'accès aux études de médecine en Fédération Wallonie-Bruxelles a été modifié. L'examen d'entrée, précédemment organisé deux fois par an, au début du mois de juillet et en septembre, n'est désormais plus un examen mais un concours d'entrée, qui est organisé une seule fois par an à la fin du mois d'août. Les candidats sont sélectionnés suivant un nombre de place défini avant l'évaluation, en fonction de leurs résultats respectifs. Les candidats sont classés dans l'ordre décroissant de la note globale qu'ils ont obtenue au concours d'entrée et d'accès. La candidate ou le candidat qui a la note globale la plus élevée est classé en première position. Les aspirants aux études de médecine sont cependant toujours interrogés sur les mêmes matières qu'auparavant, à savoir :
- Une partie dédiée à la compréhension des matières scientifiques élémentaires comprenant les mathématiques, la biologie, la chimie et la physique.
- Une partie consacrée à l'analyse critique de l'information et à la communication[12].

En Wallonie, la sélection en médecine a longtemps été sujette à de nombreuses contestations, notamment par les syndicats étudiants comme le CIUM, la FEF et l'Unecof qui ont impulsé de nombreuses actions contre l'examen d'entrée et le numérus clausus, le jugeant « socialement injuste », « incapable de sélectionner les futurs bons médecins » justifié par différentes publications scientifiques et « inadapté dans le contexte actuel de pénurie ». Un mois après la première session de l'examen d'entrée le 8 septembre 2017, plus de 184 recours ont été notifiés auprès du Conseil d’État.
Les études de médecine sont le cursus le plus long de Belgique. Elles se composent d'abord de deux cycles universitaires (bachelier et master) totalisant 6 ans à partir de l'année académique 2012-2013, il était de sept ans auparavant. Ces deux cycles sont suivis d'un minimum de 3 ans de spécialisation pour devenir médecin généraliste, et d'un maximum de 6 ans pour certaines spécialités telles que la chirurgie. Les études complètes s'étalent donc au minimum sur 9 ans pour les généralistes et au maximum sur 12 ans pour certaines spécialités.[réf. souhaitée] Historiquement, un médecin est appelé docteur. Ce titre n'est à proprement parler plus exacte depuis la réforme de Bologne puisque les médecins obtiennent le grade académique de « Master en médecine » après avoir finalisé leurs six premières années d'étude et le titre de « Médecin assistant clinicien candidat spécialiste (MACCS) » pendant les années de spécialisation (après le master).[réf. nécessaire] Cependant, l'annexe II au décret du 31 mai 2004 définissant l’enseignement supérieur octroie le titre professionnel de « docteur en médecine » aux personnes détenant le grade académique de médecin. De manière similaire, les personnes détenant le grade académique de vétérinaire portent le titre professionnel de « docteur en médecine vétérinaire ». Ce titre n'est pas à confondre avec un « titre académique ».

## Canada

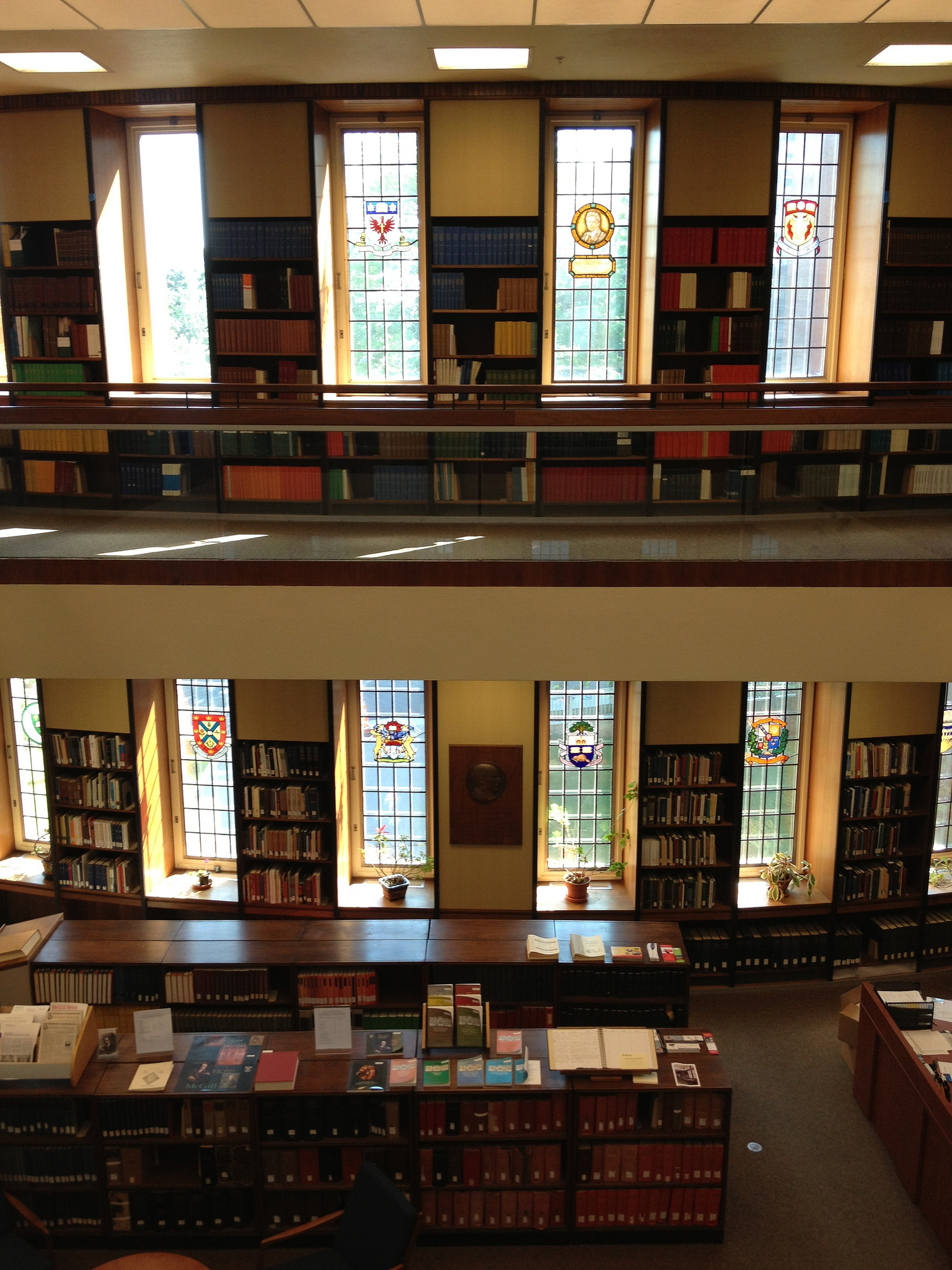
Vue intérieure à l'étage de la Bibliotheca Osleriana, bibliothèque de l'histoire de la médecine à l'Université McGill, à Montréal, au Québec.

Les études en médecine au Canada diffèrent selon les provinces. Au Québec, pour être admis en médecine, un étudiant peut s'inscrire à l'université de son choix s'il détient au moins un diplôme d'études collégiales (DEC) en sciences de la santé, en sciences, lettres et arts, ou en toute autre discipline avec la réussite des préalables scientifiques,. Toutefois, certaines candidatures ne seront acceptées qu'après avoir reçu une formation universitaire (baccalauréat B.Sc., maîtrise M.Sc. ou doctorat) complète ou partielle dans les domaines professionnels connexes à la médecine comme la pharmacie, la physiothérapie, l'ergothérapie, les sciences infirmières, la nutrition et la kinésiologie. Quelques domaines d'études comme la biologie, la biochimie, la microbiologie, la biologie cellulaire, la physiologie et l'anatomie permettent aux candidats d'acquérir de solides bases scientifiques pour entreprendre des études médicales. La majorité des universités canadiennes considèrent des candidatures provenant d'autres domaines comme l'enseignement, les arts et danse contemporaine, tant et aussi longtemps que celles-ci ont complété leurs cours prérequis de sciences. Parmi celles correspondant à des études collégiales, seules celles présentant une très haute cote R (33,5 et plus correspondant à environ 90 % de moyenne cumulative) peuvent espérer être retenues pour passer les mini-entrevues multiples pour ensuite être potentiellement acceptées en médecine directement après les études collégiales. Dans les autres provinces canadiennes, la plupart des facultés de médecine exigent systématiquement un diplôme universitaire étant donné que le niveau séparé d'études collégiales n'existe pas. Au Québec, la sélection se fait selon la qualité de leur dossier scolaire puis est soumise à une entrevue standardisée de type MEM (mini entrevues multiples). Cette sélection, très stricte, s'avère indispensable vu le peu de places disponibles dans les facultés et l'attrait accru pour la profession. Il est important de noter que dans la province de Québec, l'ordre professionnel regroupant tous les médecins, c'est-à-dire, le Collège des médecins du Québec, n'intervient dans un aucun cas dans le processus d'admission des quatre universités offrant un programme d'études médicales de premier cycle.
Les études médicales au Canada durent entre 6 et 12 ans. Les deux à trois premières années sont consacrées à l'enseignement théorique (années précliniques) et les deux suivantes à des stages (période appelée « externat » au Québec). Après ces quatre ou cinq années d'études universitaires, le candidat nouvellement détenteur d'un doctorat en médecine doit compléter une résidence en milieu hospitalier, soit en médecine de famille (2 à 4 ans), qui est reconnue comme étant une spécialité médicale depuis 2010 au Québec, soit en médecine spécialisée (généralement 5 ans). Le candidat doit avoir complété sa résidence et passer les examens provinciaux ou nationaux avant de pouvoir pratiquer légalement la médecine. Il est aussi possible de faire une année de moins pour le doctorat de médecine à l'Université de Montréal, l'Université Laval et l'Université McGill en faisant d'abord un baccalauréat dans une science de la santé ce qui ajoute dans ce cas deux années d'études universitaires supplémentaires. Dans certaines spécialités, il faut encore plus de temps, parfois jusqu'à douze ans, pour parvenir à l'exercice professionnel de la médecine. Les candidats ont également la possibilité de passer les examens américains. Par exemple, les médecins de famille canadiens peuvent détenir une certification du Collège des médecins de famille du Canada et de l'American Board of Family Medicine (en), en plus de leur certification provinciale comme celle du Collège des médecins du Québec ou celle du College of Physicians and Surgeons of Ontario (en).
Les médecins canadiens doivent recevoir de la formation continue pour rester à jour avec les nouvelles découvertes médicales pertinentes à leurs domaines de pratique. Ces objectifs de formation peuvent être complétés sous forme de participation à des conférences, des ateliers de formation ou des symposiums. Il est également possible de suivre des cours universitaires; par exemple, l'Université de Montréal et l'Université McGill offrent un certificat (30 crédits) de premier cycle en gestion des soins de santé et des services sociaux. Un tel diplôme, qui requiert environ deux ans d'études à temps partiel, peut constituer la totalité ou une partie de la formation continue suivie par un médecin.
Le doctorat en médecine (M.D.) est un grade professionnel. À ce titre, il appartient au 1er cycle (ou études professionnelles « undergraduate »), par opposition au doctorat (Ph.D.), qui appartient au 3e cycle. On compare parfois le M.D. aux autres grades professionnels que sont le Juris Doctor pour les avocats, le doctorat en chirurgie dentaire pour les dentistes ou au doctorat en pharmacie Pharm.D pour les pharmaciens, etc.

## États-Unis
Un baccalauréat (B.Sc.), et très souvent une maîtrise (M.Sc.), constituent un prérequis très courant avant d'être admis au doctorat en médecine.
Comme au Canada, le doctorat en médecine (M.D.) est un grade professionnel. À ce titre, on dit qu'il appartient au 1er cycle (ou études professionnelles « undergraduate »), par opposition au doctorat de recherche (Ph.D.), qui appartient au 3e cycle. On compare parfois le M.D. aux autres grades professionnels que sont le Juris Doctor pour les avocats, le doctorat en chirurgie dentaire pour les dentistes ou au doctorat en pharmacie Pharm.D pour les pharmaciens, etc.

## France
En France, les études de médecine sont parmi les plus longues des études supérieures. Elles constituent une formation théorique et pratique, plus théorique au début, de plus en plus pratique à mesure de la progression. Les études de médecine comportent trois cycles : 
1. Le premier cycle conduisant au niveau licence, dont la première année (PASS et L.AS depuis 2020[25] ou PluriPASS à l'université d'Angers[26]) se conclut par un concours très sélectif, où le nombre d'étudiants admis en deuxième année est établi conformément au numerus apertus attribué à chaque faculté. La formation se poursuit par les deux années DFGSM (Diplôme de Formation Générale en Sciences Médicales) 2 et 3 où la formation porte sur les sciences fondamentales et les sciences médicales, constituant le socle de connaissances du DFASM.
2. Le deuxième cycle, sanctionné par le DFASM (Diplôme de Formation Approfondie en Sciences Médicales), conférant le grade de master[27],[28], plus communément appelé externat, dure trois ans au cours desquels l'étudiant apprend la physiopathologie, l'épidémiologie et les traitements de maladies. Les étudiants sont alors à mi-temps en stage à l'hôpital. Durant la 6e année (DFASM 3), les étudiants passent un examen classant national composé de l’EDN (Examen Dématérialisé National) et des ECOS (Examens Cliniques Objectifs et Structurés). Ce classement déterminera leur type de spécialité et la région géographique où ils poursuivront leur formation d'interne, en fonction de leur classement respectif.
3. L'internat, constituant le troisième cycle, a une durée variable selon la spécialité choisie : de 4 ans (notamment la médecine générale) à 6 ans (spécialités chirurgicales). À la fin du cursus, le futur médecin est habilité à exercer l'art médical de plein droit. Il reçoit le diplôme d'État de docteur en médecine à l’issue de la soutenance d’une thèse d'exercice, au cours ou à la fin de son internat. À la fin de son cursus de spécialisation, il obtient également un diplôme d'études spécialisées (DES) portant la mention de sa spécialité, pouvant être complété dans certains cas par une formation spécialisée transversale (FST).

Des cursus particuliers existent pour les étudiants en médecine et les internes désirant se former à la recherche, généralement dans l'optique d'une carrière hospitalo-universitaire ultérieure. Ces formations complémentaires peuvent notamment consister en l'obtention d'un diplôme national de master et / ou d'un diplôme national de doctorat, afin de prétendre aux fonctions de MCU-PH puis de PU-PH.

## Maroc
Les études en médecine sont parmi les études les plus longues au Maroc. Les étudiants désirant d'y accéder doivent d'abord, après avoir présenté leur diplôme du baccalauréat général, obtenu en général moins de 2 ans auparavant, passer un concours portant sur les matières scientifiques selon le programme de la Terminale du lycée. Si à l'issue de ces examens, l'étudiant sera admis à l'une des sept universités présentant une faculté de médecine. Ainsi, ses études en médecine au Maroc seront entamées. Elles vont se dérouler en 7 ans pour la médecine générale mais en 12 ans si l'on compte aussi les années dédiées à la spécialisation.
Le premier cycle s'étend sur les deux premières années où l'étudiant sera amené à acquérir des connaissances précliniques. Ensuite, l'étudiant entame le deuxième cycle qui dure 3 ans où l'étudiant apprend les sciences cliniques. Ensuite, ce dernier sera amené à passer une année entière en tant qu'externat à temps plein du CHU. Une année de stage dans un hôpital périphérique ou autre structure du réseau sanitaire s'ensuit en septième année. En cette même année, après avoir satisfaits les exigences aux épreuves cliniques, l'étudiant peut soutenir son travail de thèse dont les préparations doivent être commencées en début de la sixième années.
- Pour entamer leur spécialité, il y a deux façons de faire pour les étudiants des universités marocaines des facultés de médecine à l'issue de ces 7 années d'études. Soit ils choisissent la voie de l'internat du CHU, soit ils passent un concours du résidanat. La durée du résidanat varie de 3 à 5 ans (3 ans la médecine du sport, 4 ans pour les spécialités médicales et la biologie, 5 ans pour les spécialités chirurgicales et la médecine interne). À la fin de ce dernier, l'étudiant obtient un diplôme de spécialité à l'issue d'examens (le DSM).

L'accès en première année des études de médecine en vue de préparer le diplôme de docteur en médecine se fait généralement de la même façon dans les 4 facultés de médecine sauf quelques petits détails concernant les documents à fournir.
Les facultés de médecine du Maroc ciblent des candidats en particulier. Ces candidats doivent détenir un baccalauréat :
- Série sciences expérimentales ;
- Série sciences expérimentales originelles ;
- Série sciences mathématiques A ;
- Série sciences mathématiques B ;
- Série sciences agronomiques ;
- Ou d'un diplôme reconnu équivalent de l?année en cours, après une présélection sur la base de la note du baccalauréat.

## Roumanie
En Roumanie, les universités roumaines étant indépendantes, les règles d'admission et les obligations diffèrent, de même que la fixation des droits d'inscription.
Les candidats roumains paient en moyenne 9 000 Lei (2 300 euros/an) et doivent passer un concours afin de commencer leurs études de Médecine et passer un Examen National en fin de 6e année. À la différence du système Français, les étudiants roumains passent leur thèse de médecine (ou « thèse de licence ») en cours de second cycle.
Ceux qui ont échoué à ce concours d'entrée ont tout de même la possibilité de commencer leurs études de médecine mais les frais de scolarité sont plus élevés : environ 7 500 euros/année, à peu près comme un étudiant étranger.
Les études de médecine durent six ans. La durée de l'internat varie, en fonction de la spécialisation choisie, de 3 à 7 ans. Les études de pharmacie durent cinq à six ans selon l'université de rattachement.
Les universités roumaines sont alignées avec le système LMD et ECTS. En ce qui concerne les évaluations semestrielles, l'étudiant doit obtenir une moyenne de 5 sur 10 afin d'avoir son examen. En Roumanie l'évaluation se fait sur une échelle de 1 à 10, 1 étant la plus mauvaise note et 10 la meilleure.
Les candidats étrangers sont admis sur dossier et/ou par examen d'entrée selon l'université.
Certaines facultés proposent des programmes d'enseignement en langue étrangère, en anglais pour Bucarest, Cluj-Napoca, Iași, Timișoara, Constanța et Oradea, en français pour Cluj-Napoca, Iași, Arad et Timișoara.
Dans toutes ces facultés existent des droits d'inscription spécifiques des programmes en langue étrangère en 2022 : 7 500 euros par an à Cluj, 7 500 euros par an à Timisoara, 6 000 euros par an à Constanța, 6 000 euros par an à Arad et 7 500 euros par an à Iasi, mais il est possible d'accéder au programme roumain à condition de passer un examen de langue roumaine (Constanța).
Certaines facultés exigent l'apprentissage de la langue roumaine (Cluj, Oradea), tandis que d'autres ont un programme d'enseignement en langue étrangère totalement indépendant (Constanța).

## Russie
Les études de médecine en Russie durent 6 ans.
À l'université d'État de médecine de Riazan, elles peuvent être effectuées en langue française et anglaise.
À l'université d'État de médecine de Tambov, elles peuvent être effectuées en langue française depuis septembre 2010.
En outre, à l'université d'État de médecine de Riazan, il y a aussi une faculté de pharmacie et de stomatologie où les cours sont dispensés en français et en anglais pour une durée de 5 ans.

## Sénégal
Les études de médecine se déroulent après l'obtention du baccalauréat série scientifique avec une moyenne minimum de 12/20 pour ceux qui ont un âge inférieur à 20 ans. La faculté de médecine, de pharmacie et d'odontologie au sein du l'Université Cheikh-Anta-Diop Dakar (FMPO), classée comme la meilleure faculté francophone africaine en médecine, nécessite une moyenne supérieure à 16/20 avec des bonnes moyennes pour les trois dernières années au lycée. Des admissions supplémentaires peuvent se faire en cas de présentation d'un dossier scolaire montrant certaines qualités. Les facultés ouvrent également leurs portes à de nombreux étrangers. Au Sénégal, les études de médecine sont parmi les plus longues des études supérieures. Elles constituent une formation théorique et pratique, plus théorique au début, de plus en plus pratique à mesure de la progression. Les études de médecine comportent trois cycles. Chaque année comporte deux semestres et chaque matière est « semestrialisée ».
La principale université est l'Université Cheikh-Anta-Diop de Dakar (UCAD). Il existe aussi quatre autres universités pour les études médicales.

## Suisse
En Suisse, les études de médecine sont régies par une loi fédérale qui laisse la possibilité aux facultés de médecine de s'organiser. 

## Tunisie
Les études de médecine en Tunisie durent sept ans réparties de la façon qui suit :
- Deux années en PCEM (premier cycle des études médicales): une formation plus axé sur les sciences fondamentales donc un enseignement plus théorique que pratique ;

Conclue à l’obtention du certificat de fin des études fondamentales en médecine.
- Quatre années en DCEM (deuxième cycle des études médicales):
- trois années où l'étudiant reçoit une formation théorique et pratique à la fois avec immersion totale dans le milieu hospitalier. En effet, pendant ce cycle, l'étudiant passe autant d'heures à l’hôpital qu'à la faculté ;
- Une année d'internat obligatoire rémunérée dans un service hospitalier avec des stages de trois mois dans chaque discipline avec un examen theorique et pratique à la fin de chaque stage de specialité.
- La fin de l'internat marque la fin du deuxième cycle et est conclue à l’obtention du diplôme de fins des études cliniques en médecine.

Un concours national de passage au Troisième cycle obligatoire pour tout étudiant. ECN: examen national classant, permettant au candidats ayant réussis de rejoindre une spécialité. (4 à 5 ans supplémentaires selon la spécialité) (anciennement résidanat) . À noter que la médecine générale est replacée par la médecine de famille une spécialité de 3 ans.
chaque spécialité conclus à l’obtention du diplôme d’études spécialisés, avec un examen de fin de spécialité, seul diplôme permettant l‘exercice Independent de la médecine,.
En revanche, les études en médecine dentaire (omnipraticien) et les études pharmaceutiques ne durent que 6 ans.
Les cours tout au long du cursus universitaire aussi bien en médecine qu'en pharmacie sont dispensés en français.
L'accès aux études médicales et pharmaceutiques se fait après obtention du baccalauréat série sciences expérimentales ou mathématiques avec 2 ou 3 places sont réservées pour les autres sections à chaque faculté. L’acceptation du bachelier à une des facultés habilitées à dispenser des études médicales se fait selon un score calculé à la base de la moyenne générale et des notes des matières principales telles que les sciences de la vie et de la terre, les mathématiques et les sciences physiques.
D'une façon générale, les bacheliers acceptés dans une université de médecine tunisienne sont classés parmi les mille premiers à l'échelle nationale.
Cependant, quelques étudiants dérogent à cette règle, parmi eux les étudiants issus des lycées de la mission française (Lycée Gustave-Flaubert (La Marsa), Lycée Pierre-Mendès-France) et les étudiants boursiers issus de la coopération entre les différents pays du Maghreb.
Il existe quatre universités de médecine générale : la Faculté de médecine de Tunis, la Faculté de médecine Ibn El Jazzar de Sousse, la faculté de médecine de Monastir et la Faculté de médecine de Sfax.
Il n'existe en revanche qu'une seule université de médecine dentaire et de pharmacie qui se situent à Monastir : la faculté de médecine dentaire de Monastir et la faculté de pharmacie de Monastir.